# Pharmacia
Pharmacia war ein pharmazeutisches und biotechnologisches Unternehmen in Schweden und ein Pionier auf dem Gebiet der Gelfiltration. Bekannt wurde das Unternehmen besonders durch den Markennamen Sephadex.

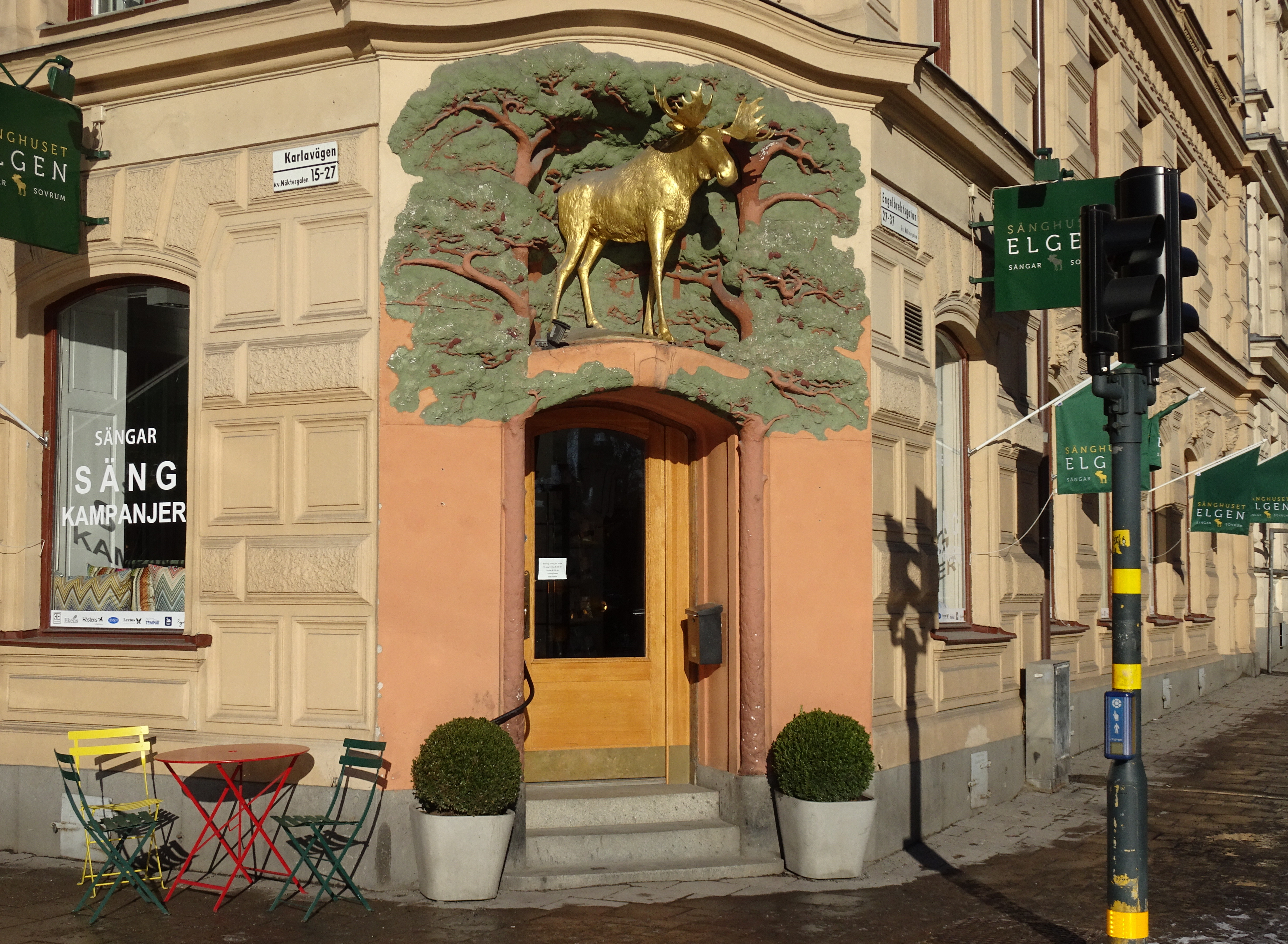
Apotheke Elgen 2016

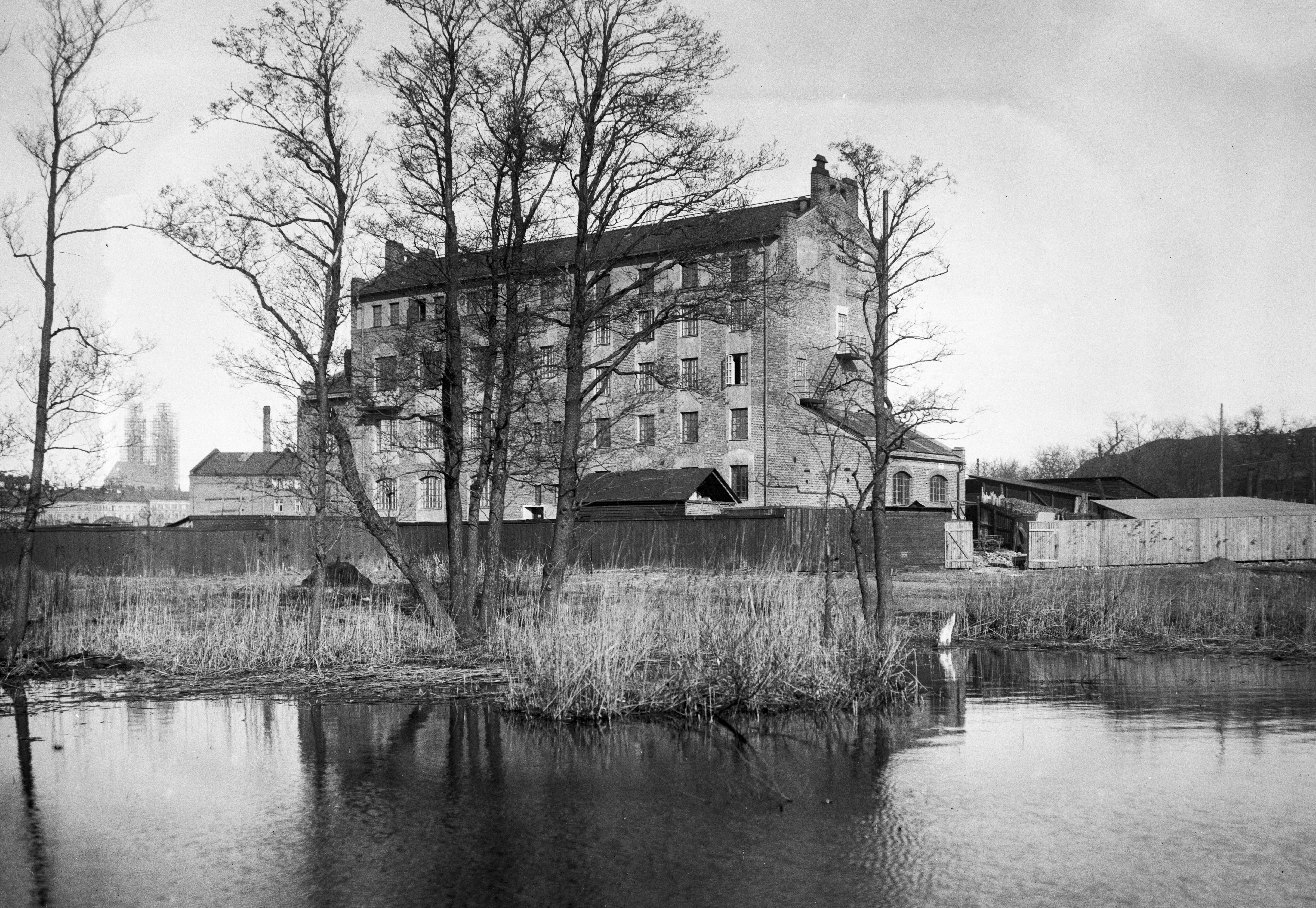
Lövholmsvägen 5–7 Fabrikationsanlagen Pharmacias von 1920–1950

## Geschichte
Pharmacia wurde im Jahr 1911 vom Apotheker Gustaf Felix Grönfeldt in Stockholm gegründet, der in der Apotheke Elgen arbeitete. Der Firmenname geht auf das griechische Wort φαρμακεία pharmakeia (daraus entstand „Pharmazie“) zurück.
In der Anfangszeit wurde der Großteil des Gewinns mit dem Mittel Phospho-Energon erzielt. In den 1920er Jahren wurde die Produktion nach Lövholmsvägen 5–7 in Liljeholmen verlegt. Während des Zweiten Weltkriegs hat der schwedische Chemiker Björn Ingelman, ein Assistent von Arne Tiselius, an der Universität Uppsala verschiedene Anwendungen von Dextran untersucht. Zusammen mit Anders Grönwall entdeckte er die Möglichkeit, Dextran als Blutplasmaersatzmittel einzusetzen, was vor allem in Kriegszeiten eine wichtige Entwicklung war. Der CEO Elis Göth des damals noch kleinen Unternehmens Pharmacia zeigte großes Interesse an der Entdeckung. Fünf Jahre später wurde mit Macrodex ein kolloidales Volumenersatzmittel auf Dextranbasis als Produkt eingeführt. Dextran-basierende Produkte spielten ab nun eine sehr wichtige Rolle in der weiteren Expansion von Pharmacia.
Im Jahr 1951 wurde der Firmensitz nach Uppsala verlagert, um näher bei den Kooperationspartnern zu sein. Zeitgleich wurde Ingelman Forschungsleiter. Im Jahr 1959 wurde Pharmacia mit Sephadex ein Pionier auf dem Gebiet der Gelfiltration. 1967 gründete man die Tochterfirma Pharmacia Fine Chemicals in Uppsala, welche sich 1986 in Pharmacia Biotech umbenannte. In den 1990er Jahren folgte dann die Fusion von Pharmacia mit Kabi Vitrum zu Kabi Pharmacia. Kabi wurde später wieder ausgegliedert und 1995 durch Upjohn ersetzt. Neuer Firmensitz wurde London. Pharmacia zählte 1996 mit 4.000 Mitarbeitern als einer der größten privaten Arbeitgeber in Uppsala.
Die Biotechnologie-Abteilung Pharmacia Biotech fusionierte 1997 mit der Amersham Life Science und übernahm den Namen Amersham Pharmacia Biotech. Als Pharmacia & Upjohn ihre Firmenanteile von Amersham Pharmacia Biotech an Amersham verkauften, benannte sich das Unternehmen 2001 in Amersham Biosciences um. Nachdem Pharmacia & Upjohn 1999 ihre Nahrungsmittelsparte an Fresenius verkauft hatten, fusionierten Pharmacia & Upjohn im Jahr 2000 mit Monsanto Company zur Pharmacia Corporation. Der ursprüngliche Stockholmer Teil von Pharmacia gelangte 2001 in den Besitz der Firma Biovitrum, welche ihre Plasmaproduktsparte ihrerseits 2002 an Octapharma veräußerte. Die landwirtschaftlich-chemische Abteilung unter dem Namen Monsanto wurde ebenfalls 2002 wieder verkauft, dafür behielt man die pharmazeutische Abteilung der Firma Searle. Im Juli 2002 wurde Pharmacia Corporation von Pfizer aufgekauft.
GE Healthcare übernahm 2004 die ehemalige Tochterfirma Amersham Biosciences. Die Life Science-Abteilung von GE Healthcare behielt jedoch ihren Sitz in Uppsala.
Die ebenfalls in Uppsala ansässige Allergiediagnose-Abteilung von Pharmacia wurde 2004 als Pharmacia Diagnostic verkauft. Später im Jahr wurde auch die in Uppsala gegründete Augenheilkunde-Abteilung an Advanced Medical Optics verkauft. Die indische Firma Kemwell erwarb 2006 die Überreste von Pharmacia in Uppsala.
Am 16. Januar 2006 benannte sich Pharmacia Diagnostic in Phadia um. Dies war gleichzeitig das Ende der Marke Pharmacia.
Der verbliebene Teil der Firma Pharmacia in Stockholm wurde 2008 nach Belgien verlagert. Die Einrichtungen in Strängnäs in Schweden werden gegenwärtig zur Produktion von Genotropin, einem Wachstumshormon, vergrößert.